# مراد خضري
مراد محمد خضري، لاعب كرة قدم سعودي، يلعب في نادي الأخدود معار من النادي الأهلي.

## الحياة الشخصية
مراد هو توأم اللاعب عادل خضري.